# 宜保成幸
宜保 成幸（ぎぼ せいこう、1931年〈昭和6年〉9月6日 - 2014年〈平成26年〉2月18日）は、日本の政治家。元沖縄県浦添市長（1期）。位階は正六位。

## 来歴
沖縄県中頭郡嘉手納町出身。中央大学中退。その後、米軍沖縄駐留軍人事部査定官、浦添市学校給食センター所長、浦添市総務部長、同助役、浦添市土地開発公社理事長などを歴任する。

### 1993年浦添市長選挙
1993年（平成5年）浦添市長選挙に立候補し、無所属で公明党支持の新人を破って初当選を果たした。

※当日有権者数：-人 最終投票率：61.07%（前回比：-pts）
| 候補者名 | 年齢 | 所属党派 | 新旧別 | 得票数   | 得票率 | 推薦・支持 |
| -------- | ---- | -------- | ------ | -------- | ------ | ---------- |
| 宜保成幸 | 61   | -        | 新     | 21,606票 | 57.64% | -          |
| 島袋嘉生 | 57   | 無所属   | 新     | 15,878票 | 42.36% | 公明支持   |

2月に市長に就任した。1997年（平成9年）の市長選には立候補しなかった。同年1月に退任した。

## 市長として
- 那覇軍港の浦添移設に関しては、どのような条件でも反対であると述べている[6]。

## 栄典
- 2009年（平成21年）秋 - 旭日双光章[7]
- 死没日付をもって正六位に叙された[8]